# Haarlem Nicols
Les Nicols de Haarlem (néerlandais :  Haarlem Nicols) est un ancien club de baseball des Pays-Bas situé à Haarlem. Ses douze titres de champion nationaux constituent le record aux Pays-Bas en matière de baseball.

## Histoire
Le club est fondé en 1964 à la suite de la fusion opérée entre EHS (champion en 1954, 1959 et 1962) en EDO (champion en 1958). Il est déclaré en faillite le 1er juillet 1994. Durant ses trente années d'existence, les Haarlem Nicols dominent la scène du baseball néerlandais et brillent au niveau européen en remportant douze titres de champion des Pays-Bas et quatre coupes d'Europe, dont la première gagnée par un club néerlandais (1966).

## Palmarès
- Champion des Pays-Bas (12) : 1965, 1968, 1970, 1975, 1976, 1977, 1982, 1983, 1984, 1985, 1988, 1989
- Vainqueur de la Coupe d'Europe (4) : 1966, 1974, 1975, 1990
- Finaliste de la Coupe d'Europe des champions : 1981, 1983, 1989, 1991